# 네레타시

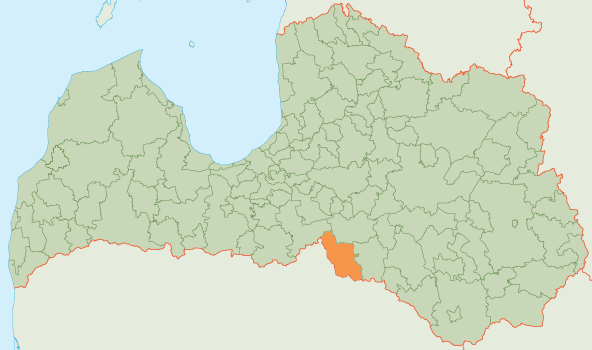
네레타시의 위치

네레타시(라트비아어: Neretas novads)는 라트비아의 지방 자치체로 행정 중심지는 네레타이며 면적은 645.5km2, 인구는 4,425명(2009년 기준), 인구 밀도는 6.9명/km2이다. 4개 교구를 관할한다.